# 표본 오차
표본 오차, 샘플링 오류, 샘플링 에러(sampling error), 표본 추출상의 오류는 통계학에서 모집단의 통계적 특성이 해당 모집단의 하위 집합 또는 표본에서 추정될 때 발생하는 오차이다. 표본에는 모집단의 모든 구성원이 포함되지 않으므로 평균, 사분위수 등 표본 통계(추정량)는 일반적으로 전체 모집단 통계(모수라고 함)와 다르다. 표본통계량과 모집단 모수 간의 차이가 표본 오차로 간주된다. 예를 들어, 인구 100만 명 중 1000명의 키를 측정하는 경우, 1000명의 평균 키는 일반적으로 해당 국가의 100만 명 전체의 평균 키와 동일하지 않다.
샘플링은 거의 항상 알려지지 않은 모집단 매개변수를 추정하기 위해 수행되므로 정의에 따르면 표본 오차를 정확하게 측정하는 것은 불가능하다. 그러나 부트스트래핑과 같은 일반적인 방법이나 실제 인구 분포 및 그 매개변수에 관한 일부 가정(또는 추측)을 통합하는 특정 방법을 사용하여 추정할 수 있는 경우가 많다.

## 같이 보기
- 허용 오차
- 표본조사